# Władysław Anders
Władysław Albert Anders (n. 11 august 1892, Błonie⁠(d), Gmina Krośniewice⁠(d), voievodatul Łódź, Polonia – d. 12 mai 1970, Londra, Anglia, Regatul Unit) a fost un politician și general polonez.

## Biografie
Dorind să devină inginer a studiat șase semestre la Institutul Politehnic din Riga. În 1913 a fost mobilizat în armata rusă. În februarie 1917 a absolvit Academia Militară din Petersburg. După lovitura de stat bolșevică din noiembrie 1917 W. Anders s-a înrolat în Armata poloneză. A făcut studii de perfecționare în Franța. Evenimentele prin care a trecut W. Anders în perioada septembrie 1939 - august 1942 au fost descrise de el în lucrarea „Bez ostatniego rozdziału" (Fără ultimul capitol). În războiul agresiv al URSS împotriva Poloniei din septembrie 1939 W. Anders a fost rănit, arestat și ținut în închisorile din Lvov și Moscova. A fost supus unor interogatorii degradante de către satrapii NKVD-ului. După semnarea Acordului polono-sovietic din iunie 1941 a fost eliberat și numit comandant al Armatei poloneze de pe teritoriul URSS. A fost mereu preocupat de soarta ofițerilor polonezi capturați de sovietici închiși în lagăre de concentrare.